# 国民の父

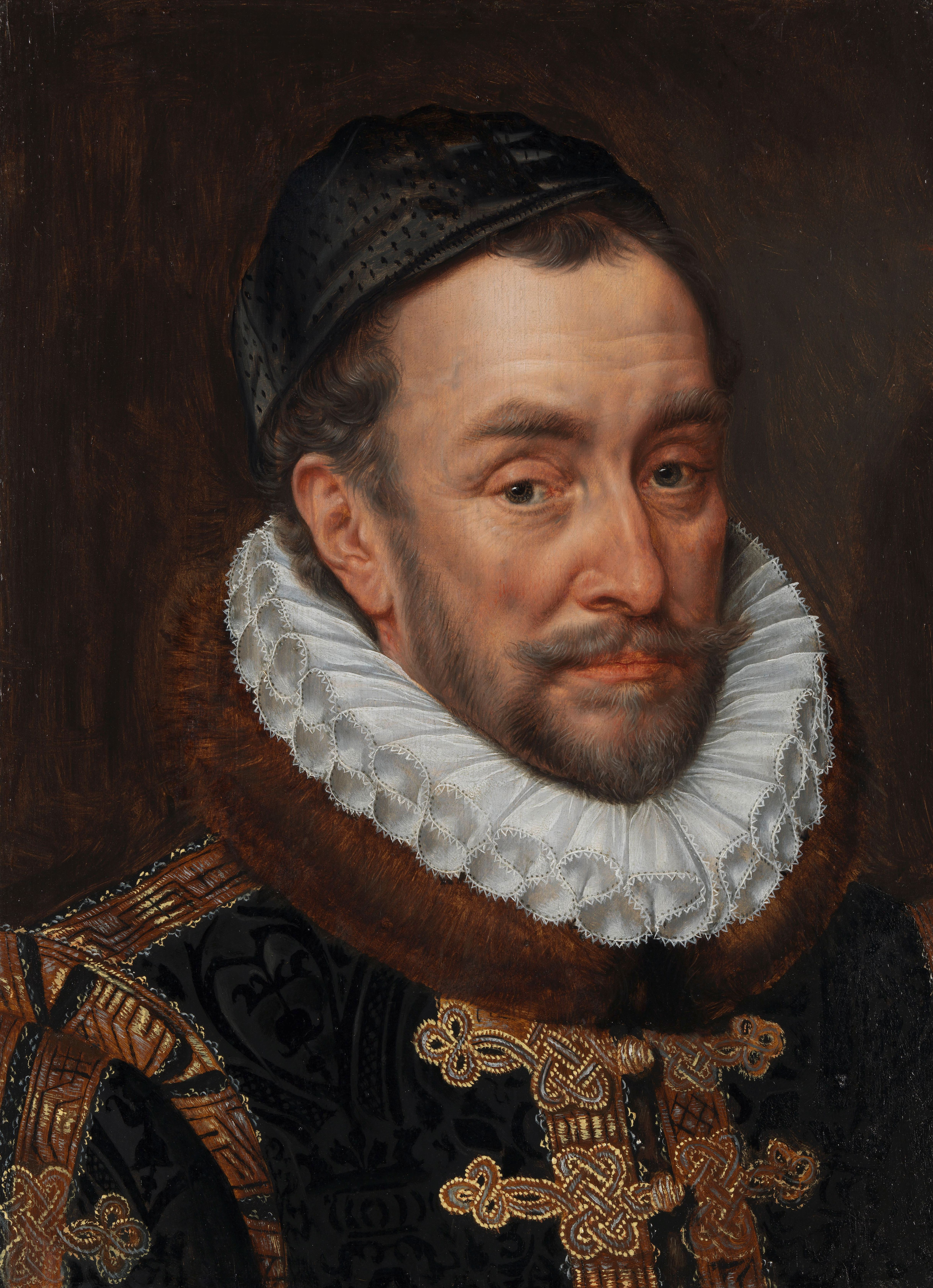
ウィレム1世、オラニエ公、ナッサウ伯、独立オランダ、オランダ共和国の初代総督

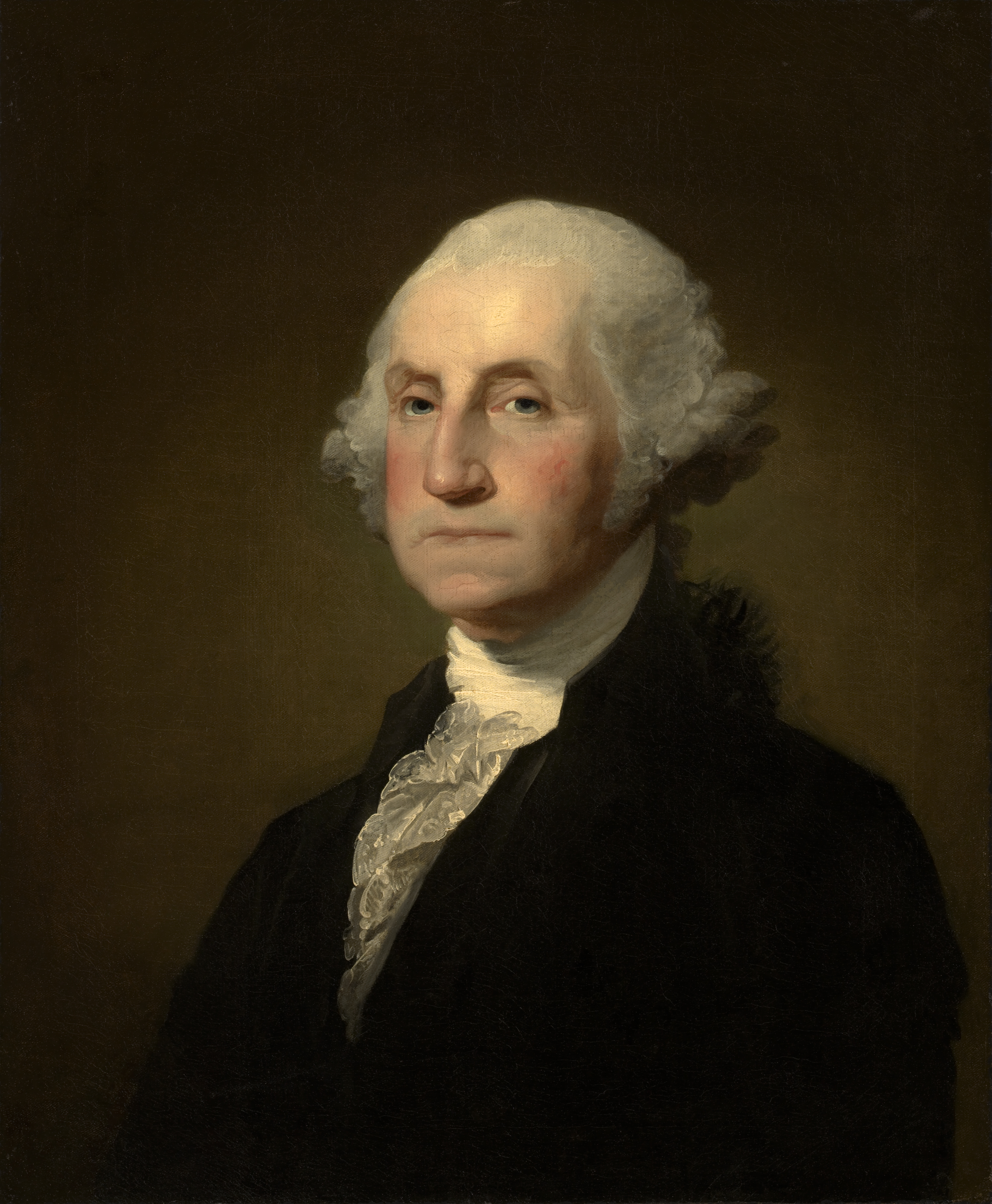
アメリカ合衆国建国の父、ジョージ・ワシントン

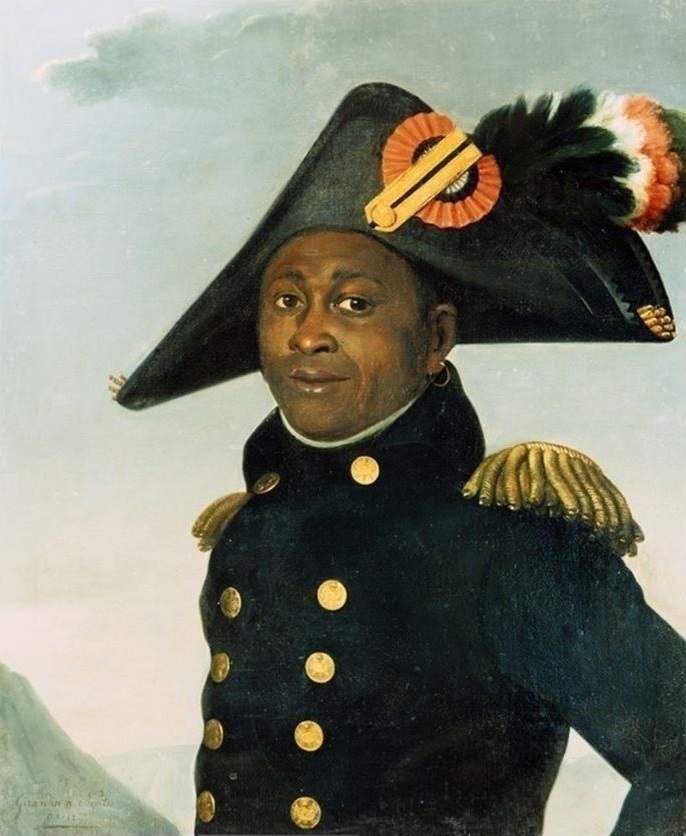
ハイチ独立の父、トゥーサン・ルーヴェルチュール

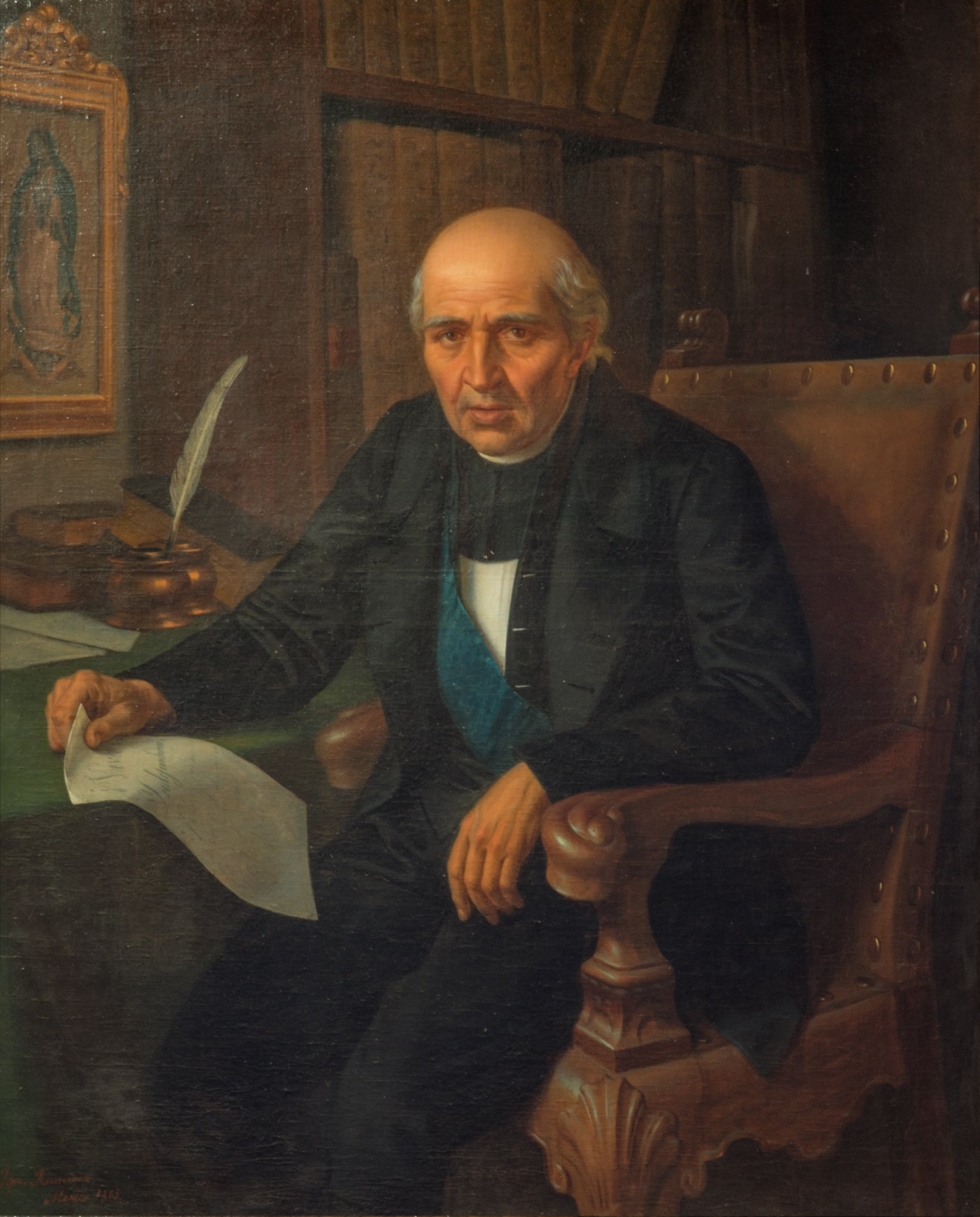
メキシコ独立の父、ミゲル・イダルゴ

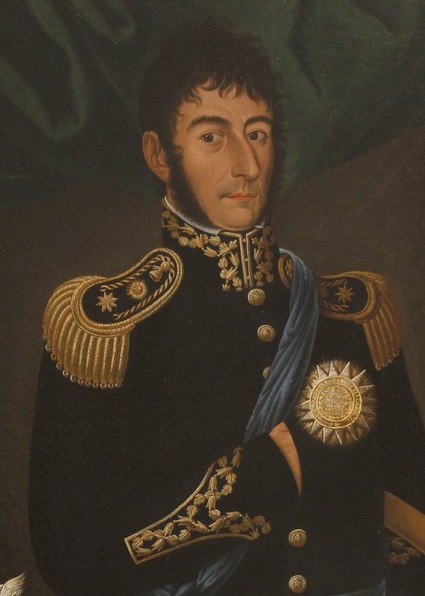
ホセ・デ・サン＝マルティン、アルゼンチン、チリ、ペルーの解放者

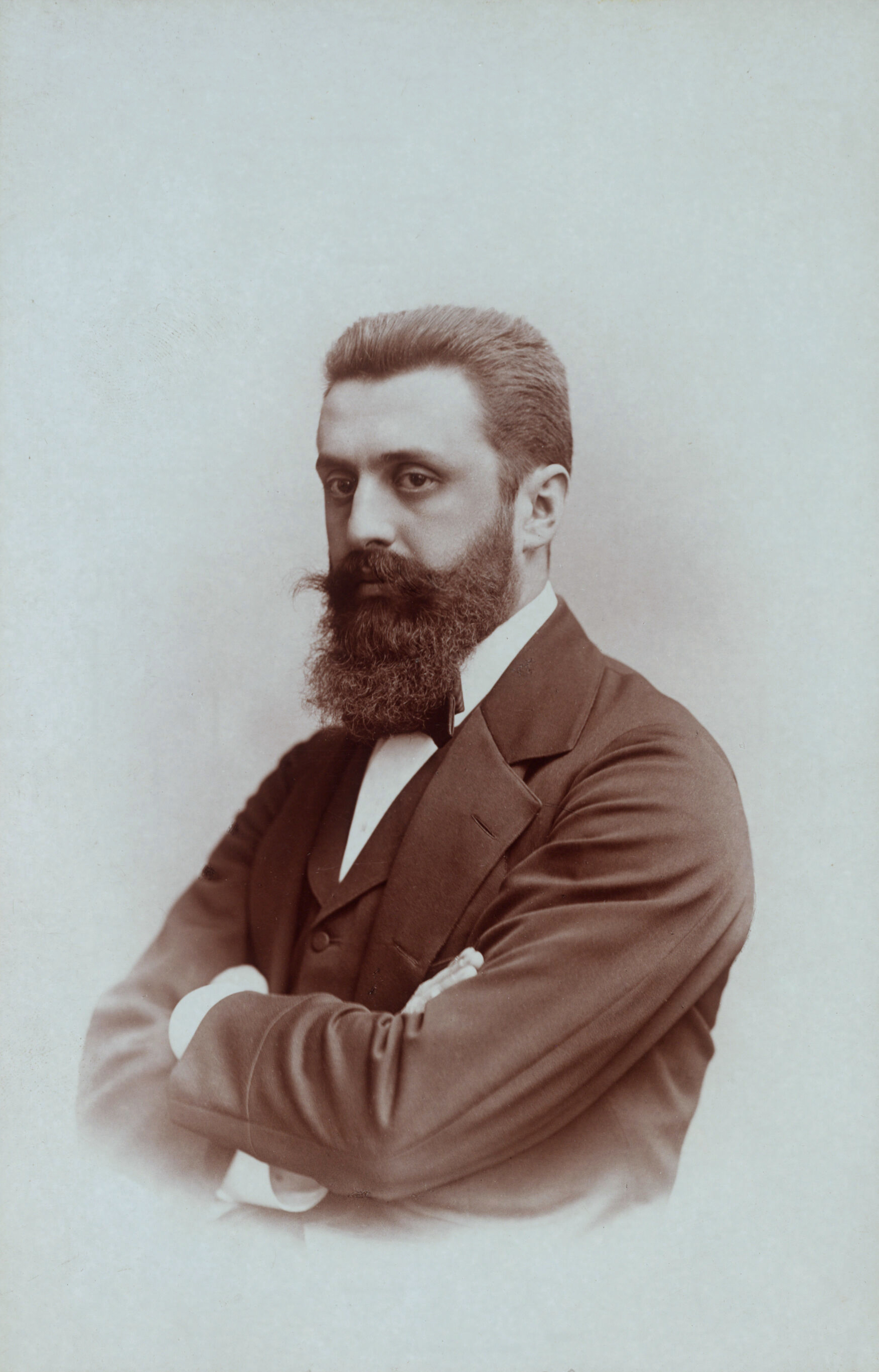
テオドール・ヘルツル、シオニズムの父でイスラエルの父

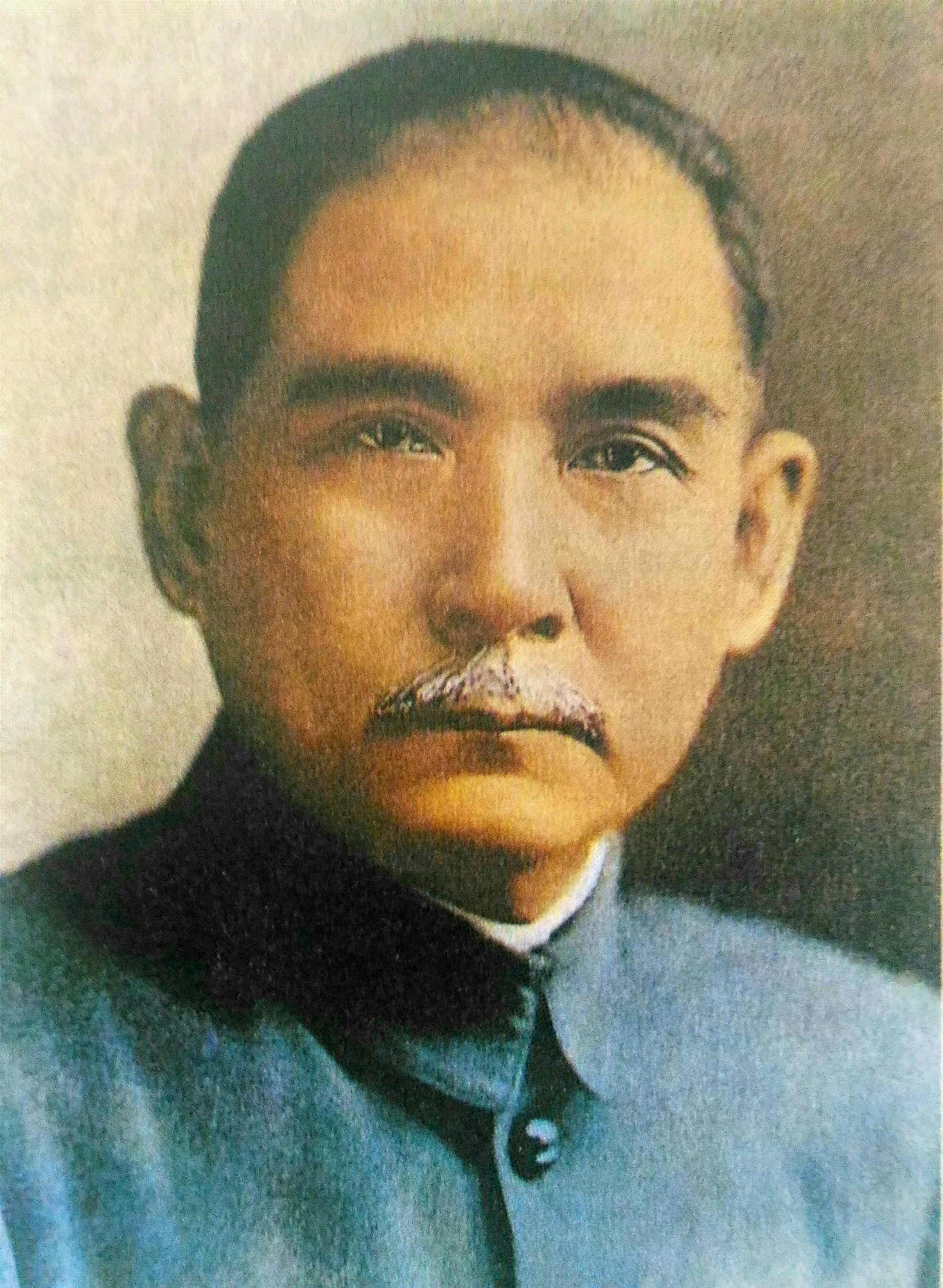
辛亥革命を主導した孫文、中華民国の国父

国民の父（こくみんのちち）とは、多くの国家において、独立期や発展期に活躍した象徴的な人物や政治的な指導者を称賛する際に使われる呼称である。英語からの訳語であるこの呼称の他、似た概念を表す呼称として「祖国の父」、「国家の父」、「建国の父」、「独立の父」、「国父」があり、それぞれニュアンスが異なる。

## 各呼称のニュアンスの違い
「建国の父」や「独立の父」はもっぱら建国や独立そのものに多大な貢献をした人物を指す呼称だが、その他は必ずしもそうではなく、国家の発展に貢献した人物を指すこともある。「祖国の父」及び「国家の父」は後述のpater patriaeの訳語として使われるほか、一般的な呼称としても用いられる。日本語や中国語では漢語の「国父」がしばしば使われる。「国父」は「藩主の父」を表す称号として島津久光が用いたが、後に"Father of the Nation"の訳語として使われるようになり、特に中国語からの影響で孫文を指す用例が最も多く、定着している。

## 概説
その生涯から読み取られる英雄らしさや道徳的権威としてのありかたによって、こうした人物は国家や国民が国史を記述する際のキーパーソンとされ、愛国心の源に、また尊敬や崇拝の対象にされる。国父の肖像は国家の象徴となり、紙幣や切手、記念碑、あるいは地名や空港名、大学名などに使われる。いくつかの権威的な国家では、国父に対するカルト的な個人崇拝が確立されることもある。
古代ローマの元老院は、最も尊敬すべき市民に対し祖国の父（pater patriae）の称号を授与していた。キケロは執政官として国家転覆の陰謀を未然に防いだことからこの称号を得た。その他有名なのは歴代ローマ皇帝達は長年皇帝として活躍した場合など、元老院からこの称号を贈られていた。皇帝の肖像の入った硬貨にしばしば「PP」と書かれているのはこの「pater patriae」の略である。
一旦「国父」とされた人物の全てが永久に名声を維持するわけではない。歴史の見直しなどによってその地位が揺らぐことがある。例えば、ヨシフ・スターリンは、ソビエト連邦の指導者の地位にあった当時、数千万のソビエト人民の父として称えるプロパガンダがなされていた。彼の死後、指導者スターリンのいない生活など考えられないし耐えられないと考えた国民が多かっただろうことは、後追い自殺が続発したことからも窺える。ところが、彼が行った政治的抑圧は表面化し、後継者ニキータ・フルシチョフによる非難が行われ、ウラジーミル・レーニンと並べて安置されていたスターリンの遺体はレーニン廟から撤去されるに至った。
他の例では、アイルランド独立運動の指導者でアイルランド共和国大統領を長年務めたエイモン・デ・ヴァレラが挙げられる。多くのアイルランド人は彼を国父とみなしていたが、1980年代以降の歴史の再評価で、他の独立指導者（マイケル・コリンズなど）にスポットが当てられるに従い、デ・ヴァレラの評価は下がっている。
マハトマ・ガンディーはインドの国父（राष्ट्रपिता）として、孫文は中華民国（台湾）の国父（國父）として、金九は大韓民国の国父として、国家から公式に称されている。トルコの近代化の父ムスタファ・ケマル・パシャは、トルコ大国民議会から「父なるトルコ人」という意味のアタテュルクという姓を贈られた。
2003年にハーミド・カルザイ大統領が起草したアフガニスタン憲法草案では、廃位されたかつての王であるザーヒル・シャーに「ババ＝エ＝ミラート（国父）」の称号が贈られた。この異例の措置は、王政復活を切望するアフガン人に対する配慮であると解釈されている。
ミャンマー／ビルマでは、アウン・サン将軍が建国の父となっている。

## 国民の父の一覧
| 国                                                         | 人名 |
| ---------------------------------------------------------- | --- |
| アイスランド                                               | ヨン・シグルズソン |
| アイルランド                                               | マイケル・コリンズ |
| アフガニスタン                                             | ザーヒル・シャー |
| アメリカ合衆国                                             | ジョージ・ワシントン |
| アラブ首長国連邦                                           | ザーイド・ビン＝スルターン・アール＝ナヒヤーン |
| アルバニア                                                 | スカンデルベグ エンヴェル・ホッジャ（人民共和国時代） |
| アルジェリア                                               | アフメド・ベンベラ |
| アンティグア・バーブーダ                                   | サー・ヴェア・バード |
| アルゼンチン                                               | マヌエル・ベルグラーノ ホセ・デ・サン＝マルティン |
| アルメニア                                                 | 幻視者グレゴリオス |
| イスラエル                                                 | テオドール・ヘルツル |
| イタリア                                                   | ジュゼッペ・ガリバルディ ジュゼッペ・マッツィーニ カミッロ・カヴール |
| イラン                                                     | キュロス大王 |
| インド                                                     | マハトマ・ガンディー |
| インドネシア                                               | スカルノ |
| ウガンダ                                                   | ヨウェリ・ムセベニ |
| ウクライナ                                                 | ボフダン・フメリニツキー ウォロディミル・ゼレンスキー |
| ウズベキスタン                                             | ティムール |
| ウルグアイ                                                 | ホセ・ヘルバシオ・アルティガス フアン・アントニオ・ラバジェハ |
| エジプト                                                   | ナルメル サアド・ザグルール ガマール・アブドゥン＝ナーセル |
| エチオピア                                                 | メネリク1世 |
| エルサルバドル                                             | ホセ・マティアス・デルガード |
| オーストラリア                                             | サー・ヘンリー・パークス |
| オーストリア                                               | フランツ・ヨーゼフ1世 カール・レンナー |
| バハマ                                                     | サー・リンデン・ピンドリング |
| バングラデシュ                                             | ムジブル・ラフマン |
| バルバドス                                                 | エロール・バロー |
| ボリビア、コロンビア エクアドル、パナマ ペルー、ベネズエラ | シモン・ボリーバル アントニオ・ホセ・デ・スクレ |
| ボツワナ                                                   | サー・セレッツェ・カーマ |
| ブラジル                                                   | ペドロ1世 ジョゼ・ボニファシオ・デ・アンドラーダ・エ・シルヴァ |
| ミャンマー                                                 | アウン・サン |
| ブルンジ                                                   | ルイ・ルワガソレ |
| ベトナム                                                   | ホー・チ・ミン 呉権 涇陽王 |
| カンボジア                                                 | ノロドム・シハヌーク |
| カナダ                                                     | サー・ジョン・A・マクドナルド ジョルジュ・エティエンヌ・カルティエ |
| 中央アフリカ                                               | バルテレミー・ボガンダ |
| チリ                                                       | ベルナルド・オイヒンス ホセ・ミゲル・カレーラ |
| 中華民国                                                   | 孫文 |
| コートジボワール                                           | フェリックス・ウフェボワニ |
| クロアチア                                                 | アンテ・スタルチェヴィッチ |
| キューバ                                                   | カルロス・マヌエル・デ・セスペデス ホセ・マルティ フィデル・カストロ |
| チェコスロヴァキア チェコ                                  | カール4世 トマーシュ・マサリク |
| ドミニカ共和国                                             | フアン・パブロ・ドゥアルテ |
| 東ティモール                                               | シャナナ・グスマン |
| フィジー                                                   | カミセセ・マラ |
| フィンランド                                               | カール・グスタフ・エミール・マンネルヘイム |
| フランス                                                   | シャルル・ド・ゴール（第五共和政） ナポレオン・ボナパルト（第一帝政） ジャンヌ・ダルク シャルルマーニュ（神聖ローマ帝国およびフランク王国） ウェルキンゲトリクス                |
| ガンビア                                                   | ダウダ・ジャワラ |
| ドイツ                                                     | コンラート・アデナウアー（ドイツ連邦共和国） オットー・フォン・ビスマルク（ドイツ帝国） オットー1世（神聖ローマ帝国） カール大帝（神聖ローマ帝国と東フランク王国） アルミニウス |
| ガーナ                                                     | クワメ・エンクルマ |
| ギリシャ                                                   | イオアニス・カポディストリアス |
| ギニア                                                     | セク・トゥーレ |
| ハイチ                                                     | トゥーサン・ルーヴェルチュール ジャン＝ジャック・デザリーヌ |
| ホンジュラス                                               | フランシスコ・モラサン |
| ハンガリー                                                 | アールパード ラヨシュ・コシュート |
| ケニア                                                     | ジョモ・ケニヤッタ |
| コソボ                                                     | イブラヒム・ルゴヴァ |
| ラオス                                                     | スパーヌウォン ファー・グム王 |
| レソト                                                     | モショエショエ1世 |
| マラウイ                                                   | ヘイスティングズ・カムズ・バンダ |
| マレーシア                                                 | トゥンク・アブドゥル・ラーマン マハティール・ビン・モハマド |
| マルタ                                                     | マンウェル・ディメク |
| モーリタニア                                               | モクタル・ウルド・ダッダ |
| モーリシャス                                               | サー・シウサガル・ラングーラム |
| メキシコ                                                   | ミゲル・イダルゴ ベニート・フアレス |
| モンゴル                                                   | チンギス・ハーン |
| モンテネグロ                                               | ミロ・ジュカノヴィチ |
| モロッコ                                                   | イドリース1世 (イドリース朝) |
| ナミビア                                                   | サム・ヌジョマ |
| オランダ                                                   | ウィレム1世 |
| ニカラグア                                                 | アウグスト・セサル・サンディーノ |
| ナイジェリア                                               | ンナムディ・アジキウェ |
| 大韓民国                                                   | 金九 |
| 北朝鮮                                                     | 金日成 |
| パキスタン                                                 | ムハンマド・アリー・ジンナー |
| パレスチナ自治区                                           | ヤーセル・アラファート |
| フィリピン                                                 | ホセ・リサール |
| ポーランド                                                 | ミェシュコ1世 |
| ポルトガル                                                 | アフォンソ1世 |
| ロシア                                                     | ピョートル大帝 |
| セントルシア                                               | サー・ジョン・コンプトン |
| セントビンセント・グレナディーン                           | サー・ジェームズ・F・ミッチェル |
| サウジアラビア                                             | アブドゥルアズィーズ・イブン＝サウード |
| セネガル                                                   | レオポルド・セダール・サンゴール |
| セルビア                                                   | ステファン・ネマニャ 聖サヴァ |
| シエラレオネ                                               | サー・ミルトン・マルガイ |
| シンガポール                                               | リー・クアンユー |
| 南アフリカ共和国                                           | ヤン・ファン・リーベック（アパルトヘイト時代） ネルソン・マンデラ（現在） |
| 旧ソビエト連邦                                             | ウラジーミル・レーニン |
| スリランカ                                                 | ドン・スティーヴン・セーナーナーヤカ |
| スーダン                                                   | イスマイル・アル＝アズハリ |
| スウェーデン                                               | ビルイェル・ヤール グスタフ1世 |
| タンザニア                                                 | ジュリウス・ニエレレ |
| チュニジア                                                 | ハビーブ・ブルギーバ |
| トルコ                                                     | ムスタファ・ケマル・アタテュルク |
| トルクメニスタン                                           | サパルムラト・ニヤゾフ |
| テキサス共和国                                             | サミュエル・ヒューストン |
| 西サハラ                                                   | エル・ワリ |
| ユーゴスラビア                                             | アレクサンダル1世 ヨシップ・ブロズ・チトー |
| ルワンダ                                                   | ポール・カガメ |
| リベリア                                                   | ジョセフ・ジェンキンス・ロバーツ |